# Clistopyga fernandezi
Clistopyga fernandezi là một loài tò vò trong họ Ichneumonidae.